# NGC 3170
NGC 3170 je dvojna zvijezda u zviježđu Velikom medvjedu.

## Vanjske poveznice
- SEDS: NGC 3170